# 秋田県立平成高等学校
秋田県立平成高等学校（あきたけんりつ へいせいこうとうがっこう）は、秋田県横手市平鹿町上吉田に所在する公立の高等学校。通称「平成（へいせい）」。

## 概要
平成高等学校は、1965年開校の横手東高等学校と、1960年開校の平鹿高等学校の両校を統合して1994年に開校した学校で、横手市平鹿町の国道107号沿いに立地している。
設置学科は普通科と総合ビジネス科で、それぞれ人文コース・数理コース・専修コース（普通科）、会計コース・情報コース（総合ビジネス科）に分かれる。

### 校訓
- 日日新又日新

開校後、1994年9月29日に制定されたもので、儒教の経書の一つである『大学』から引用している。原文は「苟日新, 日日新, 又日新。」で、「今日の自分は昨日よりも新しく成長し、一日一日を新しく過ごし、さらに、明日の自分が今日よりも新しく成長してゆくように、勉学に修養に心がけなければならない」の意（学校公式サイトより）。

## 沿革

### 横手東高等学校と平鹿高等学校
横手東高等学校は、1965年に横手工業高等学校定時制・横手城南高等学校定時制を統合して「秋田県立横手東高等学校」として発足したのが始まりで、現在は横手市民会館の第2駐車場となっている場所（北緯39度18分20.6秒 東経140度34分3.5秒）に校舎があった。同年5月31日に開校式典を挙行した。
平鹿高等学校は、1960年に横手城南高等学校浅舞分校・醍醐分校・増田高等学校醍醐分校を統合して「秋田県立平鹿高等学校」として発足したのが始まりで、現在は横手市立平鹿中学校がある場所に校舎があった。（平鹿中学校は本校閉校後の1997年開校。）

### 開校に至るまで
平成高等学校の前身となる横手東高等学校・平鹿高等学校（いずれも秋田県立）は、1975年より定員割れが恒常的になっており、2000年に県が公表した「第五次高校総合整備計画」において横手東・平鹿の両校は統合が決定した。
両校とも校舎の老朽化が著しく、統合校の校舎は新築されることになったが、両校がそれぞれ横手市・平鹿町（2005年に合併して〈新〉横手市）とそれぞれの市町に位置していたことにより、校舎の建設場所は両市町の境界付近と考慮されていた。最終的に、平鹿町上吉田の国道107号沿いに決定した。
以上のような経緯により、1994年4月1日に「秋田県立平成高等学校」として開校した。

### 高等学校再編
2016年に策定された「第七次秋田県高等学校総合整備計画」において、横手地区の統合等再編整備構想（案）として、平成高等学校・増田高等学校・雄物川高等学校が統合の対象となり、これら3校の統合が検討され始めることとなった。
2023年4月12日、3校のPTAや同窓会員などで構成される「横手地区統合校に関する協議会」が、3校の統合に関する提言書を作成し、秋田県教育委員会に提出した。統合校の設置場所について、十文字第一小学校（2021年閉校）跡地かその周辺、平成高等学校、増田高等学校の3案を挙げた。また、設置学科は「総合学科のみ設置」か「総合学科と農業学科の設置」が適当であるとした。
2024年9月19日には、3校の統合校は増田高等学校の校舎を改修して2031年度に開校する予定であるとの発表があった。

### 年表
以下、注釈の無い項目は学校の公式サイトの情報によるもの
- 1993年9月3日 - 校名決定。
- 1994年
  - 2月8日 - 校章制定。
  - 3月16日 - 校歌制定。
  - 4月1日 - 秋田県立横手東高等学校（全日制課程）・秋田県立平鹿高等学校を統合して、開校。開校当時の学科は、普通科2・商業科2。横手東の定時制課程は秋田県立横手工業高等学校へ移管（のちに、秋田県立横手高等学校へ移管）されたため、本校には定時制は併設されなかった。
  - 9月29日 - 校訓「日日新又日新」制定。
  - 10月13日 - 落成式挙行。この日を開校記念日と定めた。
- 2002年4月1日 - 商業科を「総合ビジネス科」へ改称。
- 2010年4月1日 - 総合ビジネス科が1クラス減り、普通科2・総合ビジネス科1となる。
- 2031年 - 増田高等学校・雄物川高等学校と統合のため、閉校予定[14]。

## 部活動
- 運動部
  - 硬式野球部、バスケットボール部（男子）、バレーボール部（女子）、卓球部、バドミントン部、陸上競技部、ソフトテニス部（男子）、ソフトテニス部（女子）、相撲部、柔道部
- 文化部
  - 吹奏楽部、商業部、インターアクト部、美術同好会、茶華道部